# Ново-Никольский мост
Ново-Нико́льский мост — автодорожный железобетонный арочный мост через канал Грибоедова в Санкт-Петербургe, соединяет Казанский и Спасский острова.
Первый чугунный арочный мост был построен в 1835—1837 годах, однако обрушился перед открытием. В 1841 году перестроен в металлический балочный мост, который неоднократно перестраивался и ремонтировался. Существующий железобетонный мост построен в 1933—1934 годах.

## Расположение
Расположен в Адмиралтейском районе, в створе Никольского переулка и Никольской площади. Ближайшие станции метрополитена (1 км) — «Садовая», «Сенная площадь» и «Спасская». Рядом с мостом находятся памятники архитектуры федерального значения — Никольский морской собор (1753—1762, архитектор С. И. Чевакинский), Никольский рынок (1788—1789, архитектор неизвестен). Выше по течению находится Харламов мост, ниже — Красногвардейский мост. 

## История
На этом месте в 1835—1837 годах был построен однопролётный чугунный арочный мост на устоях бутовой кладки с гранитной облицовкой по проекту инженера И. С. Завадовского и директора Александровского чугунолитейного завода М. Е. Кларка. По конструкции мост был аналогичен чугунным мостам из тюбингов, разработанным архитектором Гесте. 
8 октября 1837 года мост обрушился перед самым открытием движения из-за быстро протекавших деформаций береговых устоев от действия касательных усилий. Для расследования причин аварии была создана специальная комиссия. Завадовского подвергли домашнему аресту, впоследствии был наложен арест на недвижимое имущество авторов проекта, с них взыскали часть жалования. Николай I повелел построить новый чугунный мост. В процессе проектирования появилась идея создания однопролётного арочного моста из котельного железа с соединениями на заклёпках. 

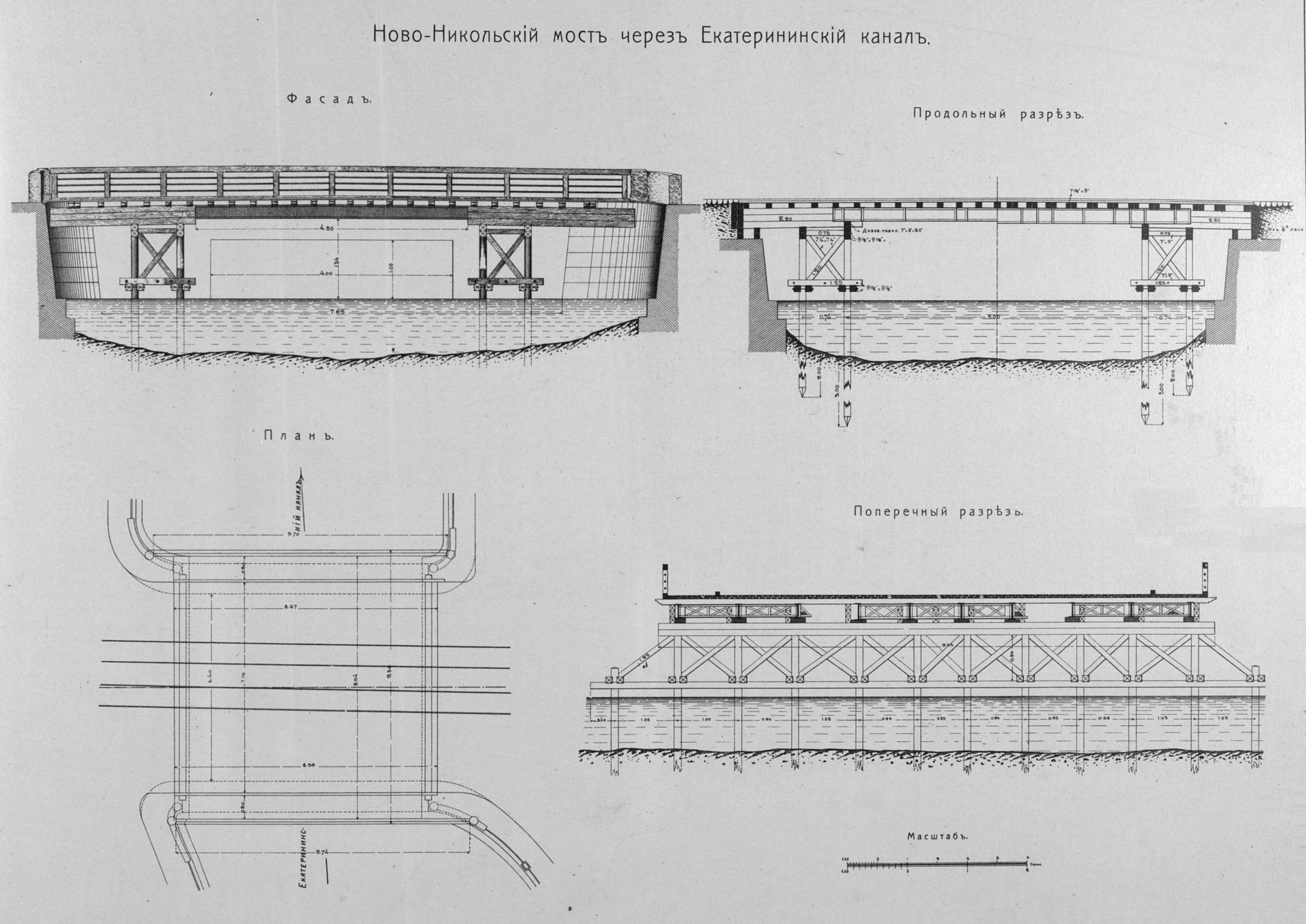
Чертёж Ново-Никольского моста,
1907 год

В 1841 году взамен обрушившегося чугунного был построен стальной мост балочной конструкции, первoe сооружение такой конструкции через Екатерининский канал. Автором проекта моста был М. Е. Кларк. Строительство велось под наблюдением инженера Адама и архитектора Росси. Пролётное строение состояло из 18 слегка изогнутых составных клёпаных балок постоянного двутаврового сечения высотой 0,7 м и длиной 18,15 м. Верхнее строение было выполнено деревянным, из поперечных брусьев и дощатого настила. Перильные ограждения и фонари были выполнены по рисункам архитектора Росси. Длина и ширина моста соответственно составляли 17,04 м и 14,91 м. 
Название известно с 1844 года и дано по расположенному рядом Никольскому собору. Расположенный рядом мост через Крюков канал, существующий с 1720-х годов и также называвшийся Никольским, c 1849 года стали называть Старым Никольским или Старо-Никольским. 
В 1870 году мост был перестроен в трёхпролётный с деревянными речными опорами. Среднее пролётное строение было из металлических балок, а береговые — деревянные. В 1876 году по переправе проложили одиночный путь конки. В 1906 году в связи с открытием трамвайного движения мост был усилен.
Ввиду сильного загнивания деревянных опор в 1933—1934 годах мост был перестроен в однопролётный арочный со сплошным железобетонным сводом. Авторы проекта — инженеры М. И. Жданов, А. В. Козлова и архитекторы И. Г. Капцюгом и Б. И. Петунин, консультантом проекта выступил профессор Г. П. Передерий. На время производства работ для пешеходного и трамвайного движения рядом была построена временная деревянная переправа.
В 1936 году профессор Л. А. Ильин, главный архитектор города, в журнале «Архитектура Ленинграда» отмечал: «Несомненно скандальным по своей архитектурной грубости является Никольский мост через канал Грибоедова: он никак не вяжется с этой определённо выраженной по своему характеру частью Ленинграда».
В 1981 году сплошной железобетонный парапет моста был заменён на перильные ограждения однотипные с ограждениями набережной Обводного канала. В 2017 году были сняты трамвайные пути.

## Конструкция
Мост однопролётный арочный со сплошным железобетонным бесшарнирным сводом. Его пролёт в свету составляет 16 м. Стрелка подъёма арки от уровня воды 2,95 м. Толщина свода в замке 0,32 м, в пяте 0,40 м. Опоры моста бетонные, на бутовом щебне, на свайном основании из деревянных свай, облицованы гранитными плитами. Устои выдвинуты из линии набережной в русло и сопрягаются с ними плавными кривыми. Длина моста — 22,8 м (30,2 м) м, ширина — 22,6 м. 
Мост предназначен для движения автотранспорта и пешеходов. Проезжая часть включает в себя 4 полосы для движения автотранспорта. Покрытие проезжей части и тротуаров — асфальтобетон. Тротуары отделены от проезжей части парапетными железобетонными ограждениями в металлической рубашке. Перильное ограждение металлическое сварное, завершается на устоях гранитными тумбами. Фасады моста окрашены (по первоначальному проекту предусматривалась облицовка гранитной крошкой).